# Paralelo 73 S
O Paralelo 73 S é um paralelo no 73° grau a sul do plano equatorial terrestre.

## Dimensões
Conforme o sistema geodésico WGS 84, no nível de latitude 73° S, um grau de longitude equivale a 32,66 km; a extensão total do paralelo é portanto 11.753 km, cerca de 29 % da extensão do Equador, da qual esse paralelo dista 8.104 km, distando 1.898 km do polo sul.

## Cruzamentos
O paralelo 73 S cruza terra firme da Antártica em mais da metade de sua extensão, em 14 trechos separados. A outra quase metade do fica sobre o Oceano Antártico.